# Flinders Petrie
Sir William Matthew Flinders Petrie (Charlton, 1853. június 3. – Jeruzsálem, 1942. július 28.) angol egyiptológus, a régészet tudományos módszertanának egyik úttörője volt. Számos munkálatot vezetett, melyek közül a legnevezetesebbek a gízai platón végzett felmérései mellett Naukratisz, Tanisz, Abüdosz és Tell el-Amarna területén végzett feltárásai. Sokak szerint egyik legjelentősebb lelete a Merenptah-sztélé, és e véleménnyel Petrie is egyetértett, legalábbis addig, amíg 1920-ban megtalálták az illáhuni kincset, II. Szenuszert egyik leányának sírjában. A predinasztikus korral kapcsolatos „sorrenddatálási” módszere volt az első próbálkozás a történelem előtti Egyiptom kronológiai rendszerének létrehozására.

## Élete

### A korai évek

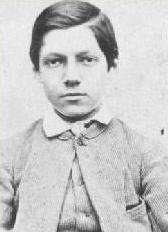
Petrie 12 éves korában

Petrie a Kent-beli Charltonban született, amely ma Londonhoz tartozik. Az Ausztrália partvidékét feltérképező Matthew Flinders kapitány unokája volt. Hívő keresztény családban nőtt fel (apja a Plymouth Brethrenhez, egy katolikus evangélista közösséghez tartozott), neveléséről a család gondoskodott, hivatalos oktatásban nem részesült. Apja kitanította a pontos földmérés módszereire, amely kiváló alapot jelentett a későbbi egyiptomi és szíria-palesztinai ásatásokhoz és felmérésekhez.
Régészeti érdeklődése gyermekkorától kezdve támogatásra talált. Nyolcévesen már franciául, latinul és görögül tanult, mígnem egy eszméletvesztés után magántanuló nem lett. Első archeológiai „szakvéleményére” is nyolcévesen vállalkozott, amikor a látogatóba érkezett ismerősöktől a Wight-szigeteki Brading római villájának feltárásáról hallott. A fiút elrettenve hallgatta, hogy egyszerűen csak kilapátolták, amit a villában találtak, és tiltakozott, hogy a földet át kellett volna vizsgálni hüvelykről hüvelykre, szemrevételezni, hogy miket tartalmaz, és azok hogyan helyezkedtek el. „Minden, amit ezek után tettem,” – írta később, bőven a hetvenes éveit taposva, – „akkor és ott kezdődött el, így hát igazoltam, hogy csak abban fejlődhetünk, ami eleve bennünk van születésünktől fogva. Már akkor kiütközött belőlem a született régész.”

### Stonehenge, Gíza, Szakkara és Dahsúr

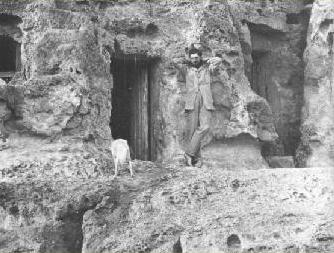
Flinders Petrie Gízában, 1880-ban

Miután tizenévesen megfigyelt több, brit történelem előtti emléket (kezdve a késő római brit táborral, ami a charltoni otthonától méterekre volt), hogy megértse azok geometriáját (19 évesen Stonehenge-en végzett háromszögeléseket).
1880-ban Petrie számos cikket írt, és találkozott az újságíró Amelia Edwardsszal, az Egypt Exploration Found pártfogójával, akiben erős támogatóra talált, és aki később jelölte őt a londoni University College Egyiptológiai Tanszékének professzori székére. Tudományos megközelítése mély benyomást keltett, és olyan munkát ajánlottak neki, amellyel Édouard Naville nyomdokaiba léphetett.
1880 decemberétől két ásatási szezonban a gízai piramismezőn dolgozott. Ekkor kerített sort régi tervére, a Nagy Piramis részletes geodéziai felmérésére, amellyel Charles Piazzi Smyth állításait kívánta ellenőrizni, és elsőként alaposan megvizsgálni, hogyan építhették. Minden korábbi felmérésnél pontosabb és részletesebb adatokat vett fel. Akkorra már számos elmélet látott napvilágot, és Petrie mindegyiket elolvasta, de úgy találta, hogy egyik sem személyes megfigyelésen és logikán alapszik. Petrie háromszögeléssel végzett felméréséről szóló publikációja, és az azon alapuló, Gíza építészetével foglalkozó elemzése módszertanában és pontosságában példaértékű volt, és mind a mai napig többnyire az jelenti a gízai piramismező alapadataihoz a biztos forrást.
Az 1883-as ásatási szezonban ugyanezt a geodéziai tevékenységet végezte el Szakkarában és Dahsúrban is.
E látogatáskor ragadta meg a műemlékek pusztításának mértéke (némelyik, az útikönyvekben szereplők közül addigra teljesen eltűnt a föld színéről), és a múmiák. Úgy írta le Egyiptomot, mint „lángokban álló házat, a pusztulás olyan rohamos volt”, és kötelességének érezte, hogy „megmentőként mindent megtegyek, amit csak tudok, olyan gyorsan, ahogyan csak lehet, és amikor majd hatvanéves leszek, leüljek, és mindezeket leírjam.”

### Tanisz

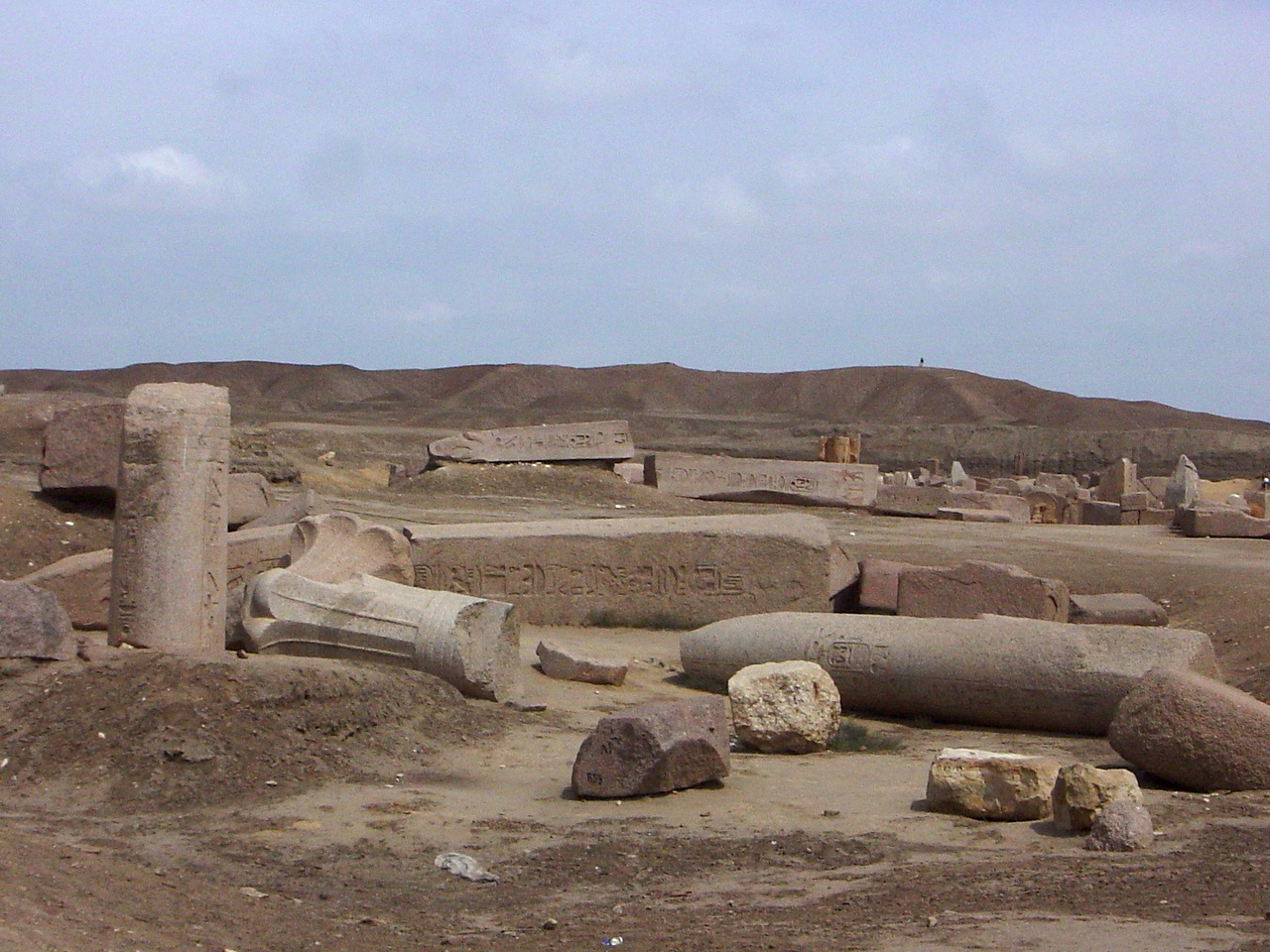
A taniszi rommező 2006-ban

A következő ásatási szezon 1884 novemberében kezdődött. Elsőként a taniszi újbirodalmi lelőhelyre ment, százhetven munkással. Ezen és az elkövetkezendő ásatásokon megszüntette a munkavezetők közvetítő szerepét, és átvállalta a teljes ellenőrzést. Ezáltal megszabadította a munkásait attól a nyomástól, amit a munkavezetők rájuk gyakoroltak annak érdekében, hogy minél gyorsabban, de a körülményekre való tekintet nélkül találjanak leleteket. Bár a szakmailag elismertebb egyiptológusok amatőrnek és dilettánsnak tartották, a munkások körében ez a döntés népszerűvé tette, és így számos apró, de jelentős leletre bukkantak, amelyek a régi rendszer alkalmazása során elvesztek volna.

### Szehel-sziget
A taniszi ásatás vége felé elfogyott a pénzügyi támogatása, de mivel vonakodott elhagyni az országot, bízva az anyagi kerete megújításában, az 1887-es évet nílusi hajózással töltötte, és fényképezett, mivel azt a rajzolásnál kevésbé szubjektív dokumentálásnak tartotta. Ez alatt az idő alatt kötéllétrákon mászott meg sziklafalakat az Asszuán közelében található Szehel-szigeten, hogy lerajzolja és lefényképezze a több ezer ősi egyiptomi sziklafeliratot, amelyek küldöttségekről, éhségről és háborúkról számoltak be. Amikor Asszuánba ért, távirat várta, amely igazolta, hogy megújították a finanszírozását. 

### Fajjúm

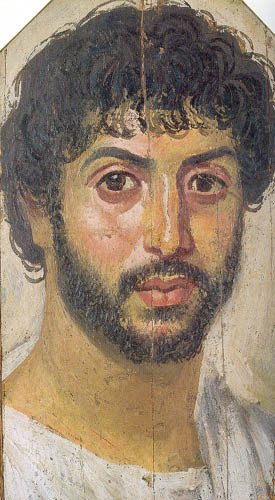
Fajjúmi múmiaportré – hatvan hasonló portrét talált Petrie

Petrie egyenesen a Fajjúmba utazott, az ottani temetkezési területre, mivel különösen érdekelték az i. e. 30 körüli temetkezések, amelyeket nem tanulmányoztak még eléggé. Érintetlen sírokat talált, és hatvanat a később híressé vált portrék közül, valamint a múmiákon talált feliratokból kiderítette, hogy a múmiákat generációkon át az élők maguknál tartották, mielőtt eltemették volna. Auguste Mariette szervezésével elküldte a portrék felét az Egyiptomi Régészeti Hivatalnak, Kairóba. Később azonban rájött, hogy Gaston Maspero vajmi kevésre értékelte azokat, és a múzeum mögött egy udvaron hagyta tönkremenni őket, kitéve az időjárás viszontagságainak. Ekkor dühödten követelte, hogy valamennyit juttassák vissza hozzá, arra kényszerítve Masperót, hogy a tizenkét legszebb darabot válassza ki a Múzeum számára, és a maradék negyvennyolcat, miután visszakerültek Petrie-hez, elküldte Londonba, ahol a British Museumban különleges tárlaton állították ki őket.
Ezután folytatta a munkát és felfedezte a fáraókori sírépítő munkások faluját is.
1888-ban tárta fel III. Amenemhat sírját, amelyben Amenemhat leányának, Noferuptahnak szarkofágját is megtalálta.

### Palesztina
1890-ben tette első felderítőútját Petrie Palesztinába, amely fontos régészeti munkává formálódott. Hathetes ásatása abban az évben, Tell el-Heszi területén (amit tévesen Lákisként azonosított), az első tudományos igényű feltárásnak számít, amit a Szentföld régészeti lelőhelyein folytattak.
Később, még a tizenkilencedik században Petrie felmért egy csoport, nagyjából a vaskorra és a korai római periódusra datált sírt a jeruzsálemi Vádi r-Rabábában (a bibliai Gé-Hinnóm területén). Itt, az ókori emlékek között két különféle mértékegységrendszert fedezett fel.
Ottani munkásságának a palesztinai régészetre gyakorolt hatását „A Future for the Past: Petrie's Palestinian Collection” című kiállítás mutatta be.

### Tell el-Amarna
Következőleg, 1891-ben, Aton templomán dolgozott az egyiptomi Tell el-Amarnában, ahol rábukkant egy közel 28 négyzetméter (300 négyzetláb) területű festett padlóra, amely kertet, állatokat és vadászjeleneteket ábrázol. Ez turistalátványossággá vált, de mivel nem volt a látogatók számára közvetlenül hozzáférhető, a kíváncsiskodók tönkretették a környező termőföldeket, hogy a közelébe jussanak. Ez oda vezetett, hogy a helybeli földművesek elpusztították a maradványokat, és csak Petrie festményeinek köszönhetjük, hogy az eredeti állapotuk egyáltalán ismert.

### Nagada kultúra
1894-től 1899-ig a predinasztikus kor temetőivel foglalkozott, mivel a Nemzeti Régészeti Hivatal vezetőjétől, Victor Loret-től – aki Gaston Masperót helyettesítette ezen a poszton – nem kapta meg az igényelt terület, Umm el-Kaáb koncesszióját. Három általa feltárt temető – el-Amrah, el-Girza és esz-Szemain – alapján felállította a dinasztikus kort megelőző időszak kronológiáját a „sorrenddatálásnak” elnevezett módszerrel, amely a modern régészeti tipológiák egyik elsője. A rendszer az 1960-as évekig változatlanul fennállt, és lényegében ma is helytálló. A lényegi különbség, hogy az „amratien”, „gerzéen” és „szemainen” periódusok helyett ma a Nagada-kultúra Nagada I, Nagada II és Nagada III fázisairól beszélünk. A névváltoztatást a típuslelőhely (Nagada és környékének) feltárása tette szükségessé, de Petrie-féle eljárás gyakorlatilag változatlan.

### Umm el-Kaáb
1899-ben Émile Amélineau rövid időre elhagyta Egyiptomot, és Gaston Maspero visszakerült a régészeti hivatalhoz, így Petrie megkaphatta az áhított feltárási területet. Rövid időn belül – az 1899–1901-es két ásatási szezon folyamán – jelentős eredményeket ért el Umm el-Kaábban, ahol Amélineau szerint már nem volt mit keresni. Megállapította az Ozirisz- és Széth-sír tényleges tulajdonosát (O-sír és V-sír), az Amélineau által már átkutatott sírokban további felfedezéseket tett, és megtalálta a többi I- és II. dinasztiabeli uralkodó sírjait.

### University College London
A londoni University College (UCL) egyiptomi régészeti és filológiai Edwards professzori székét 1892-ben Amelia Edwards állította fel és finanszírozta. Minthogy 1880 óta támogatta Petriet, őt tette meg a tanszék első professzorának. Petrie folytatta az egyiptomi ásatásait az után is, hogy elfogadta az egyetemi megbizatást, és az akkori legjobb egyiptológusok egész sorát tanította. 1913-ban Petrie az egyiptomi régiségekből álló jókora gyűjteményét eladta a University College-nak, és ez a gyűjtemény ma a Petrie Múzeumban látható.

### Az Izrael-sztélé (Merenptah-sztélé) felfedezése
1896 elején Petrie és régészcsapata Petrie luxori koncessziós területén folytatott ásatásokat. Ez a templomkörzet éppen az árterületre, III. Amenhotep számára épült halotti templom mellett, attól kissé északra helyezkedik el. Az ásatás kezdetén meglepve tapasztalták, hogy az épület, amit feltártak „szintén III. Amenophisznak tulajdonítható, mivel a területet elborították az ő nevét viselő kőtömbök. Lehetséges volna, hogy egy királynak két halotti temploma legyen? Petrie folytatta az ásatást, és megoldotta a rejtélyt: a templomot Merenptah, II. Ramszesz fia és közvetlen utóda építtette, szinte teljes egészében azokból a kövekből, amelyeket III. Amenophisz közeli templomából raboltak. Az utóbbi szobrait összetörték és az alapba dobálták, a fekvő sakálok szobrortöredékei, amelyek hajdan a pülónhoz vezető impozáns felvonulási utat szegélyezték, és hatalmas oszlopdobok törmeléke nyújtott némi képet az eredeti templom fenségességéről. Merenptah szobrát is megtalálták – ez volt e király első ismert portréja. Még jobbnak bizonyult a folytatás: két gyönyörű sztélé került elő, mindkettő hátoldalát elbitorolta Merenptah, eredeti oldalukat a falak felé állítva. Egyikük gyönyörűen faragott jelenete III. Amenophiszt ábrázolta, amint núbiaiakkal és szíriaiakkal csatázik. A másik, amelyik fekete gránitból készült, több mint tíz láb [három méter] magasságával nagyobb volt minden akkor ismert sztélénél. Az eredeti szövege megemlékezett Amenophisz építkezéseiről, és leírta annak a templomnak szépségét és méltóságát, amelyben eredetileg állt.
| Az Izrael név hieroglifákkal |

Amikor végre sikerült megfordítani, Merenptah líbiaiak és a tengeri népek felett aratott győzelmeit hirdető feliratára derült fény; [Wilhelm] Spielberg [egy elismert német egyiptológus] érkezett, hogy elolvassa a szöveget, és a vége felé zavarodottan állt egy Merenptah győztes serege által levert nép neve fölött: »I.si.ra.ar?« Petrie volt az, akinek gyorsan kapcsoló elméjéből kipattant a megoldás: »Izrael!« Spielberg is egyetértett, hogy ez csak az lehet. »Hogy mennyire fognak örülni a papok!« - jegyezte meg. Este a vacsoránál Petrie jövendölésbe bocsátkozott: »Ez a sztélé ismertebb lesz minden egyébnél, amit találtam!« Ez volt az első eset, hogy Izrael nevét bármely egyiptomi szöveg megemlítette, és a hír szalagcímeket ért, amikor elérte az angol újságokat.”

### Házassága
1897-ben Petrie megnősült. Hilda Urlin, akit társául választott, tizennyolc évvel volt fiatalabb nála, és kiválóan rajzolt. A választás kitűnőnek bizonyult: Mrs. Hilda Petrie a nagy felfedező tökéletes társa, munkatársa és felesége lett, aki, ha szükséges volt, a pénzügyeit kezelte, adminisztrált, rajzolt és festett, és még a házimunkát is ellátta. Petrie így írt egy amerikai levelezőpartnerének:
„Mindenben annyira közösek a gondolataink és az érdeklődésünk, hogy egyikünknek sem kellett változtatnia semmin ahhoz, hogy egymáséhoz kössük az életünket.
Mrs. Petrie jelentős részt vállalt a dokumentáció elkészítésében, a leletek kezelésében, miközben Petrie ásatási területein elviselte a kényelmetlen körülményeket is. 1934 októberében a szíriai utazásuk során egy busz volt az otthonuk – és a praktikumot a kényelem elé helyező Petrie mellett nem ez volt az egyetlen alkalom, hogy áldatlan viszonyokat kelljen elviselnie.
„Egy pince [szűk, mély sír] mély gödrében ülve másoltam egy napon, amikor meghallottam a lezúduló föld jól ismert hangját, és a következő pillanatban már derékig be voltam temetve egy kocsideréknyi föld és tégla alá. Az egyik közeli arabunk sietett oda, hogy segítsen, és rávettem, hogy szedje le rólam a téglákat, és lapátolják el a földet. Az első reakciója az volt, hogy egyenesen kicibáljon onnan.”
Minden viszontagság ellenére „Mi egy nagyon boldog pár vagyunk” – írta, amikor Jeruzsálembe kellett költözniük, és továbbra is kitartott férje mellett, annak haláláig. Lady Hilda tizennégy évvel élte túl Petrie-t, és ez idő alatt sem tétlenkedett: férje írásainak szerkesztésével, saját munkáinak kiadásával foglalatoskodott, és rá jellemző módon a szudáni Régészeti Hivatalnak ajándékozta tekintélyes könyvtárát.

### Az 1920 és 1941 közötti évek

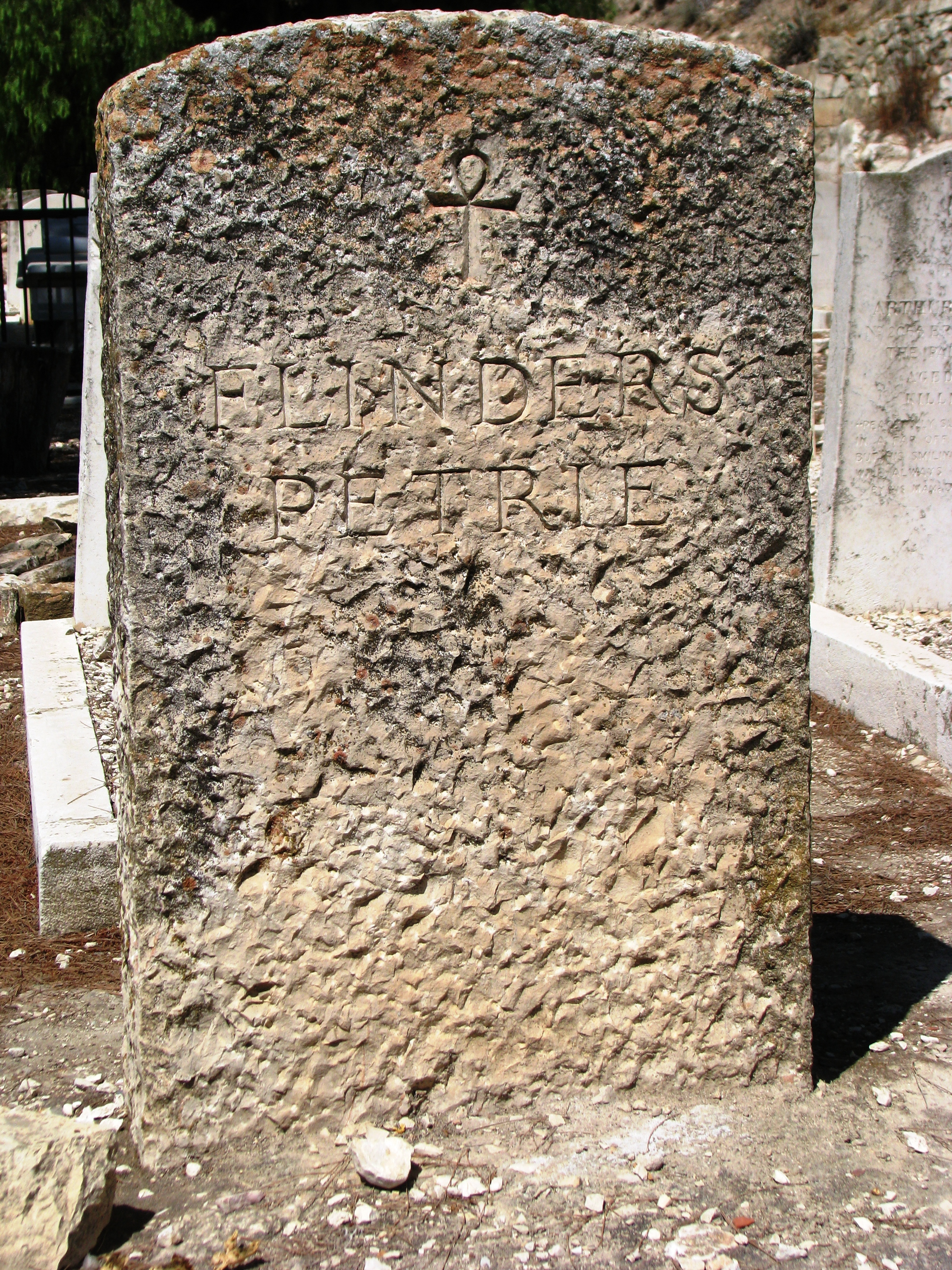
Flinders Petrie sírköve a jeruzsálemi Protestáns Temetőben (Izrael)

1923-ban a brit régészetért és egyiptológiáért tett szolgálatai elismeréseként lovaggá ütötték Petrie-t. 1926-ban időlegesen Palesztinába költözött, bár az egyiptomi ásatásokat sem hanyagolta el. 1928-ban Luxorban egy temető feltárásába fogott, amely olyan hatalmasnak bizonyult, hogy egy teljesen újszerű ásatási módszert kellett bevezetnie, és olyan összehasonlító táblázatokat kellett alkalmaznia, amelyeket mind a mai napig használnak a leletek feldolgozására. Később azonban az egyiptomiak rendre megtagadták tőle az ásatási engedélyt, így Palesztinában folytatta a munkát. Számos fontos feltárást végzett az ország északnyugati részén, többek között Tell al-Dzsamma és Tell al-Addzsúl területén. 1933-ban visszavonult a professzori állásából, és tartósan Jeruzsálembe költözött, ahol Lady Petrie társaságában a British School of Archaeology-nál lakott, amely időlegesen az American School of Oriental Research (ma Albright Institute) épületében kapott helyet.

### Halála
1942-ben, jeruzsálemi halálakor, a fajok és az eltérő civilizációk iránti tudományos érdeklődésének hatására Petrie a fejét a Royal College of Surgeons of London tudósaira hagyta, hogy azok tanulmányozhassák óriási szellemi kapacitásának esetleges nyomait. Testét külön helyezték a földbe, a zion-hegyi Protestáns Temetőben. Az akkori háborús viszonyok miatt (mivel Rommel fenyegető észak-afrikai hadjárata nem ért véget a második El Alameini csatáig), a fej Jeruzsálemből Londonba szállítása egyre csak késett. Később úgy vélték, hogy el is veszett, ám Margaret Drower részletes Petrie-életrajza szerint ma Londonban található.

## Hatása
Petrie a részletes jegyzeteléssel, és minden apró tárgy alapos vizsgálatával új mércét állított a régészet elé. Azt mondta:
| „                 | Úgy vélem, hogy a kutatás igazi titka a legapróbb részletek megfigyelésében és lejegyzésében rejlik | ” |
| – Flinders Petrie | |   |

A cserépedények korszakokhoz kötésével elsőként alkalmazta a szerializációt az egyiptológiában, ezzel új módszert teremtve az egyes lelőhelyek kronológiájának megállapítására. Petrie az egyiptológusok új generációjának képzésében és támogatásában jelentős szerepet játszott – beleértve Howard Cartert is.
Ugyanakkor Petrie ellentmondásos személyiséggé vált az eugenikai, és más társadalomtudománnyal kapcsolatos nézetei miatt, amelyek a British Museum egyiptológus szakértőjével, E. A. Wallis Budge-dzsal folytatott vitái során kerültek felszínre. (Petrie nevéhez kapcsolják a „dinasztikus faj” elméletet, mi szerint az egyiptomi civilizáció kiemelkedésében egy, az egyiptomi elitet kialakító fajé az érdem, akik a kevésbé fejlett őslakosok fölé kerekedve uralkodó réteggé váltak. Petrie véleményének követőit David Rohl erősen vitatott könyvében Petrie kutyái néven emlegeti.)

## Publikációk
Petrie számos felfedezését jóbarátja és régésztársa, Flaxman Charles John Spurrell mutatta be a Királyi Régészeti Társaság előtt, és tette közzé a társaság Archaeological Journal című lapjában. Petrie összesen kilencvenhét könyvet publikált.

### Fontosabb művei
- Petrie, W.M.F. Tel el-Hesy (Lachish). London: Palestine Exploration Fund
- Petrie, W.M.F (1892). „The Tomb-Cutter’s Cubits at Jerusalem”. Palestine Exploration Fund Quarterly 24, 24–35. o.

Petrie publikációinak teljes, 1972-ben közzétett listáját lásd:
- Uphill, E.P (1972). „A Bibliography of Sir William Matthew Flinders Petrie (1853–1942)”. Journal of Near Eastern Studies 31, 356–379. o.

## Életrajzok angol nyelven
- Callaway, Joseph A (1980). „Sir Flinders Petrie, Father of Palestinian Archaeology”. Biblical Archaeology Review 6 (6), 44–55. o.
- Drower, Margaret S. Flinders Petrie: A Life in Archaeology, 2nd publication, Wiscosin: University of Wisconsin Press (1995). ISBN 0-299-14624-3
- Drower, Margaret S. Letters from the Desert – the Correspondence of Flinders and Hilda Petrie. Aris & Philips (2004). ISBN 0-85668-748-0
- Petrie, Sir William Matthew Flinders. Seventy Years in Archaeology. H. Holt and Company, Greenwood Pub Group Inc. [1932] (2003). ISBN 0-8371-2241-4
- szerk.: Janet Picton, Stephen Quirke, Paul C. Roberts: Living Images: Egyptian Funerary Portraits in the Petrie Museum. Walnut Creek: Left Coast Press (2007). ISBN 1-59874-251-5

## Külső hivatkozások
- William Matthew Flinders Petrie: The Father of Egyptian Archaeology, 1853-1942. Ernest Moyer, Egyptorigins.org. [2012. május 19-i dátummal az eredetiből archiválva]. (Hozzáférés: 2009. október 13.)

## Ajánlott irodalom
Az egyiptomi feltárásokkal és Petrie munkásságával kapcsolatban:
- Reeves, Nicholas. Az ókori Egyiptom felfedezésének krónikája. Budapest: Cartaphilus Kiadó [2000] (2002). ISBN 963 9303 58 5

- Kákosy László. Az ókori Egyiptom története és kultúrája. Budapest: Osiris (2003). ISBN 963-389-497-2 ISSN 1218-9855
- Baines, John, Málek, Jaromír. Az ókori Egyiptom atlasza, ford. Udvarhelyi László (magyar nyelven), Budapest: Helikon Kiadó Kft.. 1. kiadás: ISBN 963-208-068-8, 2. kiadás: ISBN 963-208-642-2 [1992] (2000)

Petrie és a „dinasztikus faj” elmélet témájában:
- Rohl, David. Fáraók és királyok: A Biblia – mítosz és valóság. Debrecen: Gold Book [1995]. ISBN 978-963-9248-96-0

Az egyiptomi régészettel általában kapcsolatos:
- Zamarovský, Vojtech. Felséges piramisok. Madách Bratislava (1981)

## Fordítás
- Ez a szócikk részben vagy egészben  a   Flinders Petrie című angol Wikipédia-szócikk fordításán alapul.  Az eredeti cikk szerkesztőit annak laptörténete sorolja fel. Ez a jelzés csupán a megfogalmazás eredetét és a szerzői jogokat jelzi, nem szolgál a cikkben szereplő információk forrásmegjelöléseként.